# Сталгенайское староство
Сталгенайское староство (лит. Stalgėnų seniūnija) — одно из 11 староств Плунгеского района, Тельшяйского уезда Литвы. Административный центр — деревня Сталгенай.

## География
Расположено на западе Литвы, в южной части Плунгеского района, на Западно-Жемайтском плато Жемайтской возвышенности
Граничит с Плунгеским городским староством на севере, Наусодским — на западе и северо-западе, Бабрунгским — на севере и северо-востоке, Жлибинайским — на востоке, Куляйским — на юго-западе, Мядингенайским и Даугедайским староствами Ретавского самоуправления — на востоке и юго-востоке, и Ретавским староством Ретавского самоуправления — на юге.
Общая площадь Сталгенайское староства составляет 8250,33 гектар, из которых: 3139 га занимают сельскохозяйственные угодья и 4308 га — леса.

## Население
Сталгенайское староство включает в себя 8 деревень.